# Taxe sur la publicité diffusée par voie de radiodiffusion sonore et de télévision
Lire en ligne

Lire sur Légifrance

Le taxe sur la publicité diffusée par voie de radiodiffusion sonore et de télévision est une taxe française instituée entre 1982 et 2020.

## Historique

### Taxe parafiscale sur la publicité radio-diffusée et télévisée
Créé en 1982, le Fonds de soutien à l'expression radiophonique (FSER) a pour objet d'aider les radios locales privées qui ne sont pas financées par la publicité. Le FSER est financé par une taxe parafiscale assise sur les sommes payées par les annonceurs pour la diffusion, par voie de radiodiffusion sonore ou de télévision, de leurs messages publicitaires. La taxe parafiscale sur la publicité radiodiffusée et télévisée est instituée par le décret n°82-973 du 17 novembre 1982 et codifiée aux articles 365 et suivants de l'annexe II au code général des impôts,. 

### Taxe sur la publicité diffusée par voie de radiodiffusion sonore et de télévision
La loi de finances de 2003 transforme la taxe parafiscale en taxe affectée au profit du FSER. La taxe est dorénavant régie par l'article 302 bis KD du code général des impôts.
L'article 121 de la loi de finances pour 2005 en a modifié les tarifs, qui sont toujours en vigueur.
En 2014, l'Inspection générale des finances liste la taxe parmi les 192 taxes à faible rendement. La mission recommande « la fusion des trois taxes à la publicité télévisée ou radiodiffusée en une seule taxe avec comme assiette les recettes publicitaires. En contrepartie, l'assiette pourrait être élargie aux recettes publicitaires des sites de diffusion différée.Dans un objectif plus ambitieux de rationalisation, ces taxes pourraient être supprimées ».

### De la taxe unique à sa suppression
Dans un souci de rationalisation de la taxation des messages publicitaires diffusés à la radio et à la télévision, le gouvernement a initialement prévu dans le projet de loi de finances pour 2019 de remplacer les trois taxes codifiées aux articles 302 bis KA, 302 bis KD et 302 bis KG par une taxe unique. L'exposé des motifs précise :

« Le présent article refond ces trois taxes en une imposition annuelle unique qui sera due par les mêmes  redevables, aura un rendement similaire, tout en représentant une charge globale équivalente pour chaque service de télévision. »

Mais finalement l'article 26 de la loi de finances pour 2019 procède uniquement à la suppression des trois taxes sur la publicité audiovisuelle pour un montant total de 41 millions d'euros. Ce cadeau fiscal fait aux grandes chaines de télévision et stations de radio serait notamment le résultat des pressions exercées par TF1 en faisant valoir la distorsion de concurrence avec Netflix,.

## Caractéristiques

### Redevables
La taxe est due par les personnes qui assurent la régie des messages publicitaires pour l'émission et la diffusion de messages publicitaires à partir du territoire français. La taxe a été payée par 275 redevables.

### Bénéficiaire
Jusqu'au 31 décembre 2008, le produit de la taxe est affecté au fonds de soutien à l'expression radiophonique (FSER). Le risque de diminution du rendement de la taxe amena les autorités à revoir son affectation. Le produit de la taxe est depuis versé au budget général de l'État. 	
Le produit a été de 23,2 millions d'euros en 2012.